# Římskokatolická farnost svatého Mořice Kroměříž
Římskokatolická farnost svatého Mořice Kroměříž je územní společenství římských katolíků s farním kostelem svatého Mořice v děkanátu Kroměříž.

## Historie farnosti
Farní úřad u svatého Mořice sídlil v budově č.p. 4 na Stojanově náměstí blízko centra Kroměříže. V Ústředním seznamu kulturních památek České republiky je budova vedena pod číslem 30725/7-6009.
O raně renezančním původu z počátku 16. století svědčí okenní ostění v přízemku. Kamenná deska s erbem biskupa Karla II. z Lichtenštejna-Kastelkornu nad vchodem připomíná renovaci budovy v roce 1666. Zajímavý je průjezd a nádvoří, přiléhající k městským hradbám. Farní budova uzavírá malé, typicky středověké náměstíčko před kolegiálním chrámem svatého Mořice, které patři k nejstarším částem města. Na začátku 21. století byl farní úřad přemístěn do budovy proboštství v přilehlé farní zahradě.

## Duchovní správci
Farářem je od července 2011 P. Josef Lambor, před ním jím byl po desetiletí P. Josef Říha, který odešel do farnosti Bílovice (okres Uherské Hradiště). Ve farnosti sv. Mořice působil také pozdější biskup Antonín Cyril Stojan, rodák z nedalekého Beňova.

## Další osobnosti ve farnosti
Dlouholetý kostelník chrámu sv. Mořice Jan Pavlíček byl za šíření tzv. Kroměřížské petice, v níž katolický aktivista z nedalekých Lutopecen Augustin Navrátil vyzýval státní orgány, aby dodržovaly náboženskou svobodu, odsouzen na osm měsíců žaláře nepodmíněně. Navrátil byl místo vězení poslán v červenci 1978 do psychiatrické léčebny. Pod petici se podařilo získat celkem 700 podpisů.

## Bohoslužby
| Kostel                | Místo    | Bohoslužba (den)           | Hodina            | Poznámka        |
| --------------------- | -------- | -------------------------- | ----------------- | --------------- |
| svatého Mořice        | Kroměříž | neděle úterý čtvrtek pátek | 7.45, 10.45 17.00 | farní kostel    |
| svatého Jana Křtitele | Kroměříž | neděle středa              | 18.00             | filiální kostel |

Dále zajišťují pravidelné konání mše svaté v kostele sv. Cyrila a Metoděje v Psychiatrické nemocnici, v kapli sv. Vincence de Paul v Nemocnici Milosrdných sester svatého Vincence de Paul a v kapli Povýšení svatého Kříže Kongregace Milosrdných sester svatého Kříže.

## Aktivity ve farnosti
U příležitosti zahájení školního roku a podobně významných dnů se ve farním kostele konají mše svaté pro studenty Arcibiskupského gymnázia nebo v spolupráci s Klubem UNESCO pořádaný festival Hudba v zahradách a zámku. Při kostele působí Schola cantorum u sv. Mořice v Kroměříži.
Ve farnosti vychází farní týdeník Trio expres a farní měsíčník Trio.
Farnost se zapojuje do akce Noc kostelů.
V říjnu 2017 uděloval ve farnosti biskup Josef Nuzík svátost biřmování.